# Hippopus porcellanus
Hippopus porcellanus is een tweekleppigensoort uit de familie van de Cardiidae. De wetenschappelijke naam van de soort is voor het eerst geldig gepubliceerd in 1982 door Rosewater.